# اهلیت‌نام
اهلیت‌نام (به انگلیسی: Demonym) یا مردم‌نام، واژه‌ای است که برای منسوب‌کردنِ فردی به محل زندگانی‌اش به کار می‌رود و در زبان‌های متفاوت به روش‌های گوناگون ساخته می‌شود؛ مثلاً در زبان فارسی به شکلِ صفتِ نسبی است و فردی که در تهران زندگی می‌کند، اهلیت‌نام‌اَش تهرانی است. همچنین درست‌تر آن که در زبان فارسی به تازگی جا افتاده افزودن پسوند «وند» می‌باشد. مانند کیشوند یعنی کسی که اهل کیش یا ساکن کیش است.

## ادبیات فارسی
در زبان فارسی اهلیت‌نام زیر مجموعه‌ای از صفت‌های نسبی است که به مکان اشاره دارند. این نام معمولاً با افزودنِ پسوند ی(یایِ نسبت) به انتهای واژهٔ اسم مکان، شهر، کشور و… ساخته می‌شود.

### صفت نسبی
صفت نسبی موصوف خود را به عناصری مثل مکان نسبت می‌دهد. تابعیّت‌ها و بسیاری از نام‌های خانوادگی به‌همین‌گونه بیان می‌شوند: رضایی، ایرانی. ساخت صفت نسبی معمولاً چنین است:
- اسم + ی یا ین یا ینه یاهای غیرملفوظ یا آنه: زرهی، سیمین، زرینه، بهاره، مردانه.
- اسم عربی + آنی: روحانی، ربّانی.[۲]